# Allocosa obscuroides
Allocosa obscuroides är en spindelart som först beskrevs av Embrik Strand 1906.  Allocosa obscuroides ingår i släktet Allocosa, och familjen vargspindlar. Inga underarter finns listade. Artens utbredningsområde anges i Catalogue of Life till Java och Australien.
Arten har nyligen blivit intressant då den är en av mycket få predatorer som jagar den invasiva och giftiga agapaddan.